# Tachina erecta
Tachina erecta är en tvåvingeart som beskrevs av Walker 1853. Tachina erecta ingår i släktet Tachina och familjen parasitflugor. Inga underarter finns listade i Catalogue of Life.